# Закордонні візити Президента США Барака Обами

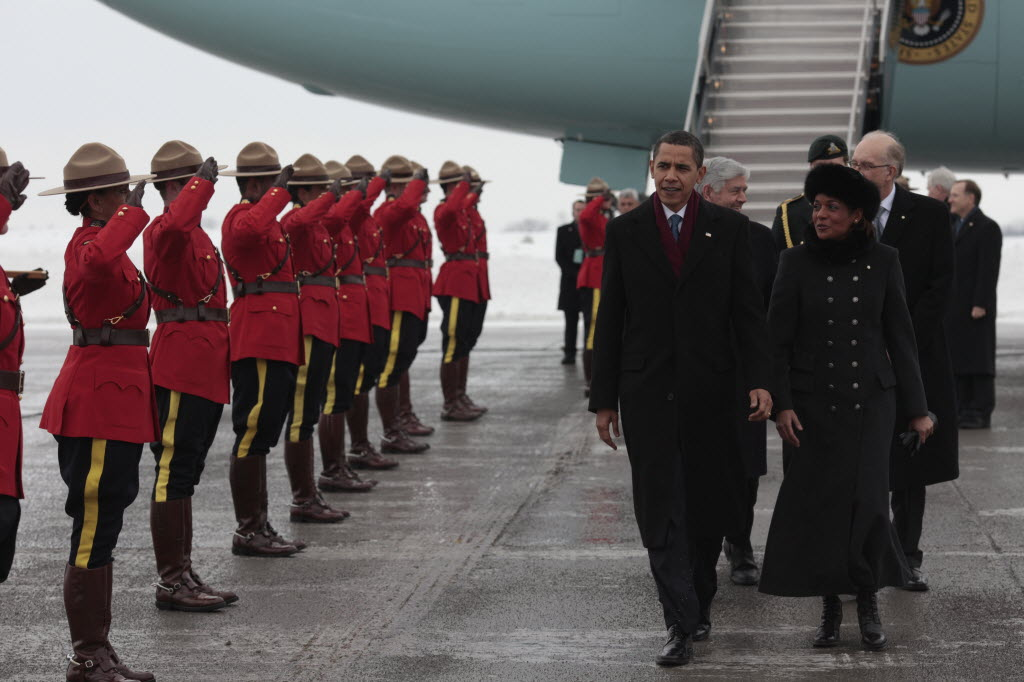
Президент Обама та Генерал-губернатор Канади Мікаель Жан під час першого закордонного візиту Обами як Президента Сполучених Штатів. Отава (Канада), 19 лютого 2009 року.

Список закордонних візитів Барака Обами, 44-го Президента Сполучених Штатів Америки. Станом на  квітень 2016 року, з часу своєї інавгурації на посаду Президента Сполучених Штатів Америки, Барак Обама зробив 45 закордонних подорожей, відвідавши 53 країни світу.

## Відвідані країни
| Кількість візитів | Країна | \| \| |
| ----------------- | --- | ----- |
| 1 візит           | Аргентина, Бразилія, Гана, Західний берег річки Йордан, Естонія, Ефіопія, Єгипет, Ізраїль, Ірак, Ірландія, Йорданія, Камбоджа, Кенія, Колумбія, Коста-Рика, Куба, Нідерланди, Норвегія, Панама, Португалія, Сальвадор, Сенегал, Сінгапур, Таїланд, Танзанія, Тринідад і Тобаго, Чилі, Швеція, Ямайка | \| \| |
| 2 візити          | Австралія, Бельгія, Ватикан, Данія, Індія, Індонезія, Італія, Канада, Китай, М'янма, Малайзія, ПАР, Польща, Росія, Туреччина, Філіппіни, Чехія | \| \| |
| 3 візити          | Саудівська Аравія, Японія | \| \| |
| 4 візити          | Афганістан, Велика Британія, Німеччина, Південна Корея | \| \| |
| 5 візитів         | Мексика | \| \| |
| 6 візитів         | Франція | \| \| |
|                   | | \| \| |

## 2009 рік
Президент Барак Обама відвідав 25 країн світу протягом 2009 року:
| Країна            | Місце                          | Дата                  | Інформація                                                                                       |
| ----------------- | ------------------------------ | --------------------- | ------------------------------------------------------------------------------------------------ |
| Канада            | Оттава                         | 19 лютого             | Державний візит. Перша подорож Барака Обама за межі США як президента.                           |
| Велика Британія   | Лондон                         | 31 березня – 2 квітня | Участь у саміті Велткої двадцятки.                                                               |
| Франція           | Страсбург                      | 3—4 квітня            | Участь у саміті НАТО.                                                                            |
| Німеччина         | Кель, Баден-Баден              | 3—4 квітня            | Участь у саміті НАТО.                                                                            |
| Чехія             | Прага                          | 5 квітня              | Державний візит в рамках європейського турне.                                                    |
| Туреччина         | Анкара, Стамбул                | 6—7 квітня            | Державний візит.                                                                                 |
| Ірак              | Багдад                         | 7 квітня              | Державний візит.                                                                                 |
| Мексика           | Мехіко                         | 16—17 квітня          | Державний візит.                                                                                 |
| Тринідад і Тобаго | Порт-оф-Спейн                  | 17—19 квітня          | Участь у 5-му Саміті Америк.                                                                     |
| Саудівська Аравія | Ер-Ріяд                        | 3—4 червня            | Державний візит.                                                                                 |
| Єгипет            | Каїр, Гіза                     | 4 червня              | Державний візит. Також Президент Барак Обама виступив з промовою у Каїрському університеті.      |
| Німеччина         | Дрезден, Бухенвальд, Ландштуль | 5 червня              | Президент Барак Обама відвідав колишній концтабір "Бухенвальд".                                  |
| Франція           | Париж, Кан                     | 5—7 червня            | Участь у заходах з нагоди 65-річчя висадки союзницьких військ у Нормандії.                       |
| Росія             | Москва                         | 6—8 липня             | Державний візит. Також Президент Барак Обама виступив з промовою у Російській економічній школі. |
| Італія            | Л'Аквіла, Рим                  | 8—10 липня            | Участь у саміті G8.                                                                              |
| Ватикан           | Ватикан                        | 10 липня              | Аудієнція з Папою Римським Бенедиктом.                                                           |
| Гана              | Аккра, Кейп-Кост               | 11 липня              | Державний візит.                                                                                 |
| Мексика           | Ґвадалахара                    | 9—10 серпня           | Участь у Саміті лідерів країн Північної Америки.                                                 |
| Данія             | Копенгаген                     | 2 жовтня              | Участь у 13-му Олімпійському Конгресі.                                                           |
| Японія            | Токіо                          | 13—14 листопада       | Державний візит, з якого Президент Барак Обама розпочав турне країнами Азії.                     |
| Сінгапур          | Сінгапур                       | 14—15 листопада       | Участь у саміті країн АТЕС.                                                                      |
| Китай             | Шанхай, Пекін                  | 15—18 листопада       | Державний візит.                                                                                 |
| Південна Корея    | Сеул, Осан                     | 18—19 листопада       | Державний візит, яким Президент Барак Обама завершив турне країнами Азії.                        |
| Норвегія          | Осло                           | 10 грудня             | Президент Барак Обама був нагороджений Нобелівською премією миру.                                |
| Данія             | Копенгаген                     | 18 грудня             | Участь у Конференції ООН зі змін клімату.                                                        |

## 2010 рік
Президент Барак Обама відвідав 9 країн світу протягом 2010 року:
| Країна         | Місце                     | Дата            | Інформація                                                                                     |
| -------------- | ------------------------- | --------------- | ---------------------------------------------------------------------------------------------- |
| Афганістан     | Баграм, Кабул             | 28 березня      | Не анонсований державний візит.                                                                |
| Чехія          | Прага                     | 8 квітня        | Підписання договору про нерозповсюдження ядерної зброї з Президентом Росії Дмитром Медведєвим. |
| Канада         | Хантсвіль, Торонто        | 25—27 червня    | Участь у самітах Великої вісімки та Великої двадцятки.                                         |
| Індія          | Мумбаї, Нью-Делі          | 6—9 листопада   | Державний візит.                                                                               |
| Індонезія      | Джакарта                  | 9—10 листопада  | Державний візит.                                                                               |
| Південна Корея | Сеул                      | 10—12 листопада | Участь у саміті Великої двадцятки.                                                             |
| Японія         | Токіо, Йокогама, Камакура | 12—14 листопада | Участь у саміті країн АТЕС.                                                                    |
| Португалія     | Лісабон                   | 19—20 листопада | Участь у саміті НАТО.                                                                          |
| Афганістан     | Баграм                    | 3 грудня        | Не анонсований державний візит.                                                                |

## 2011 рік
Президент Барак Обама відвідав 10 країн світу протягом 2011 року:
| Країна          | Місце                    | Дата            | Інформація                                                                        |
| --------------- | ------------------------ | --------------- | --------------------------------------------------------------------------------- |
| Бразилія        | Бразиліа, Ріо-де-Жанейро | 19—21 березня   | Державний візит.                                                                  |
| Чилі            | Сантьяго                 | 21—22 березня   | Державний візит.                                                                  |
| Сальвадор       | Сан-Сальвадор            | 22—23 березня   | Державний візит.                                                                  |
| Ірландія        | Дублін, Монігалл         | 23 травня       | Державний візит, з якого Президент Барак Обама розпочав велике європейське турне. |
| Велика Британія | Лондон                   | 23—26 травня    | Державний візит.                                                                  |
| Франція         | Довіль                   | 26—27 травня    | Участь у саміті G8.                                                               |
| Польща          | Варшава                  | 27—28 травня    | Державний візит, яким Президент Барак Обама завершив велике європейське турне.    |
| Франція         | Канни                    | 3—4 листопада   | Участь у саміті Великої двадцятки.                                                |
| Австралія       | Канберра, Дарвін         | 16—17 листопада | Державний візит.                                                                  |
| Індонезія       | Нуса-Дуа (Балі)          | 17—19 листопада | Участь у Саміті Асоціації держав Південно-Східної Азії та Саміті Східної Азії.    |

## 2012 рік
Президент Барак Обама відвідав 7 країн світу протягом 2012 року:
| Країна         | Місце                         | Дата            | Інформація                                                                     |
| -------------- | ----------------------------- | --------------- | ------------------------------------------------------------------------------ |
| Південна Корея | Осан, Сеул                    | 25—27 березня   | Участь у Саміті з ядерної безпеки.                                             |
| Колумбія       | Картахена                     | 13—15 квітня    | Участь у 6-му Саміті Америк.                                                   |
| Афганістан     | Баграм, Кабул                 | 1—2 травня      | Не анонсований державний візит.                                                |
| Мексика        | Лос-Кабос, Сан-Хосе-дель-Кабо | 17 червня       | Участь у саміті Великої двадцятки.                                             |
| Таїланд        | Бангкок                       | 18—19 листопада | Державний візит в рамках азійського турне.                                     |
| М'янма         | Янгон                         | 19 листопада    | Державний візит.                                                               |
| Камбоджа       | Пномпень                      | 19—20 листопада | Участь у Саміті Асоціації держав Південно-Східної Азії та Саміті Східної Азії. |

## 2013 рік
Президент Барак Обама відвідав 12 країн світу протягом 2013 року:
| Країна                              | Місце                                    | Дата                | Інформація                                                         |
| ----------------------------------- | ---------------------------------------- | ------------------- | ------------------------------------------------------------------ |
| Ізраїль Західний берег річки Йордан | Тель-Авів, Єрусалим, Рамалла, Вифлеєм    | 20—22 березня       | Державний візит.                                                   |
| Йорданія                            | Амман, Петра                             | 22—23 березня       | Державний візит.                                                   |
| Мексика                             | Мехіко                                   | 2—3 травня          | Державний візит.                                                   |
| Коста-Рика                          | Сан-Хосе                                 | 3—4 травня          | Державний візит.                                                   |
| Велика Британія                     | Белфаст, Лох-Ерн                         | 17—18 червня        | Участь у саміті G8.                                                |
| Німеччина                           | Берлін                                   | 18—19 червня        | Державний візит.                                                   |
| Сенегал                             | Дакар                                    | 26—28 червня        | Державний візит.                                                   |
| ПАР                                 | Преторія, Йоганнесбург, Кейптаун, Совето | 28 червня – 1 липня | Державний візит.                                                   |
| Танзанія                            | Дар-ес-Салам                             | 1—2 липня           | Державний візит.                                                   |
| Швеція                              | Стокгольм                                | 4—5 вересня         | Державний візит.                                                   |
| Росія                               | Санкт-Петербург                          | 5—6 вересня         | Участь у саміті Великої двадцятки.                                 |
| ПАР                                 | Йоганнесбург, Совето                     | 9—11 грудня         | Участь у заходах з вшанування пам'яті Президента Нельсона Мандели. |

## 2014 рік
Президент Барак Обама відвідав 18 країн світу протягом 2014 року:
| Країна            | Місце            | Дата            | Інформація |
| ----------------- | ---------------- | --------------- | --- |
| Мексика           | Толука-де-Лердо  | 19 лютого       | Участь у Саміті лідерів країн Північної Америки. |
| Нідерланди        | Амстердам, Гаага | 24—26 березня   | Участь у Саміті з ядерної безпеки. |
| Бельгія           | Брюссель         | 26—27 березня   | Участь у саміті ЄС–США. |
| Ватикан           | Ватикан          | 27 березня      | Аудієнція з Папою Римським Франциском. |
| Італія            | Рим              | 27—28 березня   | Державний візит. |
| Саудівська Аравія | Ер-Ріяд          | 28—29 березня   | Державний візит. |
| Японія            | Токіо            | 23—25 квітня    | Державний візит, з якого Президент Барак Обама розпочав турне країнами азійсько-тихоокеанського регіону.                                                                       |
| Південна Корея    | Сеул             | 25—26 квітня    | Державний візит. |
| Малайзія          | Куала-Лумпур     | 26—28 квітня    | Державний візит. |
| Філіппіни         | Маніла           | 28—29 квітня    | Державний візит. |
| Афганістан        | Баграм           | 25—26 травня    | Президент Барак Обама зробив несподіваний візит на авіабазу Баграм. |
| Польща            | Варшава          | 3—4 червня      | Державний візит, з якого Президент Барак Обама розпочав європейське турне. Президент Обама взяв участь у заходах з нагоди 25-річчя початку демократичних перетворень в Польщі. |
| Бельгія           | Брюсель          | 4—5 червня      | Участь у саміті Великої сімки. |
| Франція           | Париж, Кольвіль  | 5—6 червня      | Участь у заходах присвячених роковинам висадки союзницьких військ у Нормандії.                                                                                                 |
| Естонія           | Таллінн          | 3—4 вересня     | Державний візит. |
| Велика Британія   | Ньюпорт          | 4—5 вересня     | Участь у саміті НАТО. |
| Китай             | Пекін            | 10—12 листопада | Участь у саміті країн АТЕС. |
| М'янма            | Найп'їдо, Янгон  | 12—15 листопада | Участь у Саміті Асоціації держав Південно-Східної Азії та Саміті Східної Азії.                                                                                                 |
| Австралія         | Брисбен          | 15—16 листопада | Участь у саміті Великої двадцятки. |

## 2015 рік
Президент Барак Обама відвідав наступні країни протягом 2015 року:
| Країна            | Місце           | Дата                    | Інформація |
| ----------------- | --------------- | ----------------------- | --- |
| Індія             | Нью-Делі        | 25—27 січня             | Президент Обама зустрівся з Прем'єр-міністром Нарендром Моді та взяв участь як почесний гість у святкуваннях Дня Республіки.                                                                     |
| Саудівська Аравія | Ер-Ріяд         | 27 січня                | Президент Обама зустрівся з новим Королем Саудівської Аравії Салманом та вшанував пам'ять померлого Короля Абдалли                                                                               |
| Ямайка            | Кінгстон        | 9—10 квітня             | Президент Обама зустрівся з Прем'єр-міністром Поршією Сімпсон-Міллер та відвідав дом-музей Боба Марлі.                                                                                           |
| Панама            | Панама          | 10—11 квітня            | Президент Обама узяв участь у 7-му Саміті Америк, провів низку зустрічей, зокрема з Головою Держради Куби Раулем Кастро, Президентом Венесуели Ніколасом Мадуро.                                 |
| Німеччина         | Замок Ельмау    | 7—8 червня              | Президент Барак Обама взяв участь у саміті Великої сімки. |
| Кенія             | Найробі         | 24—26 червня            | Президент Барак Обама взяв участь у Всесвітньому саміті підприємців, зустрівся з Президентом Кенії Ухуру Кеніяттою.                                                                              |
| Ефіопія           | Аддис-Абеба     | 26—28 червня            | Президент Барак Обама зустрівся з прем'єр-міністром Ефіопії Хайле Маріам Десаленем, представниками країн Африканського союзу та Судану, виступив з промовою в штаб-квартирі Африканського союзу. |
| Туреччина         | Анталья         | 14—17 листопада         | Президент Барак Обама взяв часть у саміті Великої двадцятки. |
| Філіппіни         | Маніла          | 17—20 листопада         | Президент Барак Обама взяв участь у саміті АТЕС. |
| Малайзія          | Куала-Лумпур    | 20—22 листопада         | Президент Барак Обама взяв участь у Саміті країн Східної Азії. |
| Франція           | Ле-Бурже, Париж | 29 листопада – 1 грудня | Президент Барак Обама взяв участь у Конференції ООН з проблем глобальних змін клімату. |

## 2016 рік
| Країна    | Місце                                | Дата          | Інформація |
| --------- | ------------------------------------ | ------------- | --- |
| Куба      | Гавана                               | 20—22 березня | Президент Барак Обама зустрівся з Головою Держради Куби Раулем Кастро, дисидентами та представниками правозахисних організацій, звернувся з промовою до кубинців, відвідав бейсбольний матч між кубинською та американською збірними. |
| Аргентина | Буенос-Айрес, Сан-Карлос-де-Барілоче | 23—24 березня | Президент Барак Обама зустрівся з Президентом Аргентини Маурісіо Макрі, вшанував пам'ять жертв Брудної війни, відвідав Кафедральний собор Буенос-Айреса, могилу Генерала Хосе де Сан-Мартіна, Національний парк Науель-Уапі.          |